# شیجیمیا
شیجیمیا (نام علمی: Shijimia) نام یک سرده از تیره پرنیان‌بالان است.